# Grand Prix 1921
Grand Prix-säsongen 1921 blev den första efter första världskriget. Det var också första gången en Grand Épreuve-tävling hölls utanför Frankrike. 

## Grand Prix
| Grand Prix            | Bana    | Datum       | Vinnande förare | Vinnande konstruktör |
| --------------------- | ------- | ----------- | --------------- | -------------------- |
| Frankrikes Grand Prix | Le Mans | 25 juli     | Jimmy Murphy    | Duesenberg           |
| Italiens Grand Prix   | Brescia | 4 september | Jules Goux      | Ballot               |